# ملعب جيغانتي دي أروييتو
جيغانتي دي أروييتو هو الملعب الرئيسي لنادي روساريو سينترال في مدينة روزاريو في الأرجنتين. تم إعادة تعميره لاستضافة بعض مباريات كأس العالم لكرة القدم 1978 وأقيمت عليه جميع مباريات الدور الثاني في تلك البطولة.

## مصدر
ملعب جيغانتي دي أورييتو - من موقع ستاديوم جايد.